# Герб Рейнланд-Пфальца
Герб Рейнланд-Пфальца, также как и флаг Рейнланд-Пфальца, относится к официальным символам федеральной земли Рейнланд-Пфальц.

## Описание
Герб Рейнланд-Пфальца был придуман и спроектирован в 1947 году, после того как новая земля Рейнланд-Пфальц была официально создана Верховным комиссаром Франции в Германии. Флаг символизирует вхождение данной земли в состав Германии (отсюда триколор из золотого, красного и чёрного цветов), а также демократические традиции Германии. Герб, неотъемлемая часть государственного флага, символизирует три доминирующие державы в этом регионе до Французской революции конца XVIII века:
Составляющие герба
- красный крест на серебряном фоне олицетворяет архиепископа и курфюрста из Трирского курфюршества;
- серебряное колесо на красном фоне (Майнцское колесо) олицетворяет архиепископа и курфюрста из Майнцского курфюршества;
- золотой тигр с красной короной на чёрном фоне олицетворяет курфюрста из Курфюршества Пфальц;
- фолькскроне (нем. Volkskrone) (народная корона) состоит из листьев винограда и символизирует важность этого урожая для местного сельского хозяйства.

Фолькскроне (народная корона) не монархический символ, а символ народного суверенитета. 

## Правовой статус
§ 1. Цвета государства — чёрный, красный и золотой.
§ 2. Герб государства имеет форму круглого щита. Он разделяется восходящим провисающим пиком и изображает с правой стороны на серебряном фоне непрерывный красный крест, с левой стороны на красном фоне — серебряное шестигранное колесо, а в восходящем чёрном пике — усиленный золотой лев с красной короной. Герб покрыт золотой народной короной (с виноградными листьями)…
§ 4. Окончательный дизайн герба и флага являются образцы, прилагаемые к закону.
— State legislature, Landesgesetz über die Hoheitszeichen des Landes Rheinland-Pfalz (Wappen- und Flaggengesetz) in der Fassung vom 7. August 1972 (Fundstelle: GVBl 1972, S. 293) Zuletzt geändert durch Gesetz vom 21.7.2003, GVBl. 2003, S. 167.